# فيتس لاتينا

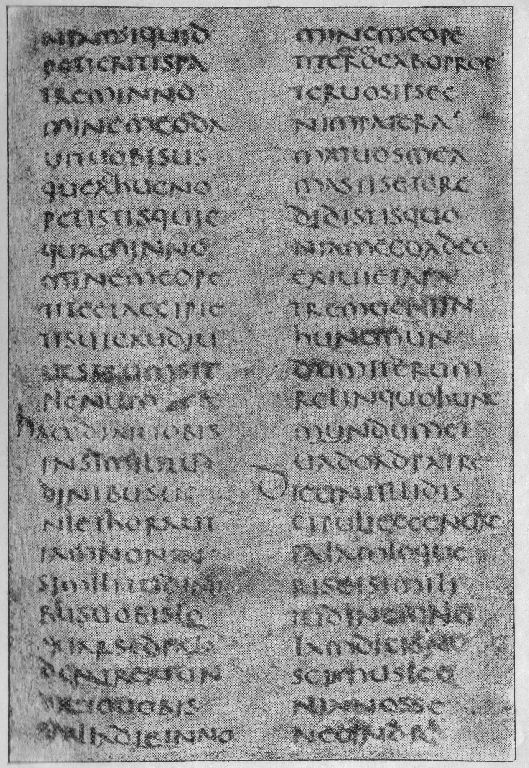
مقاطع من فيتس لاتينا لإنجيل يوحنا (16:23–30)

فيتس لاتينا (بالإنجليزية: Vetus Latina)‏ (وتعني «اللاتينية القديمة» في اللغة اللاتينية)، والمعروف أيضا باسم فيتس إيطاليا («الإيطالية القديمة»)، هو اسم جماعي يطلق على نصوص الكتاب المقدس في اللغة اللاتينية والتي كانت موجودة قبل النسخة اللاتينية للإنجيل والمسماة فولغاتا، والتي هي الترجمة اللاتينية للكتاب المقدس في أواخر القرن الرابع للميلاد والتي أصبحت بالتالي الترجمة المعتمدة من قبل الكنيسة الكاثوليكية للإنجيل باللغة اللاتينية. وحيث أن ترجمة فيتس لاتينا هي «اللاتينية القديمة»، فإنه يشار إليها أحيانا باسم الكتاب المقدس اللاتيني القديم، على الرغم من أنها مكتوبة بشكل من المعروفة باسم اللاتينية المتأخرة. المخطوطات اللاتينية القديمة تم الحفاظ عليها إلى اليوم من تاريخ 350 م إلى 1400 م.

## وصلات خارجية
- معهد فيتس لاتينا، ألمانيا
- فيتس لاتينا – مصادر لدراسة الفيتس لاتينا (بالانكليزية، والألمانية، واللاتينية)
- Vetus Latina Iohannes – نسخة ألكترونية من مخطوطات يوحنا